# Parafia Najświętszego Serca Pana Jezusa w Radomsku
Parafia Najświętszego Serca Pana Jezusa w Radomsku – parafia rzymskokatolicka w Radomsku. Należy do dekanatu Radomsko – Najświętszego Serca Pana Jezusa archidiecezji częstochowskiej. Została utworzona w 1957 roku. Kościół parafialny został zbudowany w latach 1979–1988, konsekrowany w 1992 roku.
Przy parafii swoją działalność prowadzą: Akcja Katolicka, Stowarzyszenie Rodzin Katolickich, chór parafialny, Żywy Różaniec, Dziecięce Kółka Różańcowe, Katolickie Stowarzyszenie Młodzieży.